# لنز پاناسونیک لومیکس ۱۴–۱۴۰میلی‌متر
لنز پاناسونیک لومیکس ۱۴–۱۴۰میلی‌متر (به انگلیسی: Panasonic Lumix 14–140mm lens) نام لنز دوربین عکاسی از نوع سوپر واید است که توسط شرکت پاناسونیک تولید می‌شود. فاصلهٔ کانونی این لنز ۱۴ تا ۱۴۰ میلی‌متر و ضریب اف آن اف ۴٫۰ تا ۵٫۸ تا اف است.